# Жильбер, Жиль
Жи́ль Жильбе́р (фр. Gilles Gilbert; 31 марта 1949, Saint-Esprit, Квебек — 6 августа 2023, Квебек) — канадский хоккеист, играл на позиции вратаря. Один из лучших вратарей в истории клуба НХЛ «Бостон Брюинз».

## Биография

### Игровая карьера
Жильбер был выбран на драфте НХЛ 1969 года в 3-м раунде под общим 25-м номером клубом «Миннесота Норт Старз». В составе «Норт Старз» он отыграл четыре сезона, играя также за фарм-клубы «Айова Старз» и «Кливленд Бэронс».
В 1973 году перешёл в «Бостон Брюинз», где он заменил основного вратаря «Брюинз» Джерри Чиверса, который ранее перешёл в «Кливленд Крусайдерс», команду представляющую Всемирную хоккейную ассоциацию. В составе «Брюинз» Жильбер стал основным вратарём, за три сезона подряд он помог своей команде выиграть 90 матчей. После возвращения Чиверса, он стал вторым вратарём, но продолжал играть в НХЛ за «Брюинз», став одним из лучших вратарей в истории клуба по количеству выигранных матчей за «Брюинз».
В 1980 году Жильбер был обменян в «Детройт Ред Уингз» на Роги Вашона. В составе «Ред Уингз» он отыграл три сезона, первый из которых в качестве основного вратаря. Завершил карьеру по окончании сезона 1982/83 в возрасте 34 лет из-за последствий травм.

### Смерть
Скончался 6 августа 2023 года в возрасте 74 лет в Квебеке.